# Marco Bernardi
Pour les articles homonymes, voir Bernardi.
Marco Bernardi, né le 2 janvier 1994 dans la Ville de Saint-Marin, est un footballeur international saint-marinais qui évolue au poste d’attaquant au Domagnano.

## Biographie

### Carrière en club

#### Formation à Saint-Marin (1997-2008)
Bernardi est formé dans les clubs saint-marinais de Juvenes/Dogana et du San Marino Calcio.

#### Départ en Italie (2011-2015)
En 2011, Bernardi rejoint l’Italie ou il passe dans plusieurs clubs amateurs italiens tels que Sammaurese (it), Torconca Cattolica et le Tropical Coriano.

#### Retour à Saint-Marin (depuis 2015)
Après quatre ans passés dans les clubs italiens, Bernardi fait son retour à Saint-Marin, où il joue pour les clubs saint-marinais de Juvenes/Dogana, Fiorentino et Folgore/Falciano. En 2019, il est transféré au Domagnano.

### Carrière en sélection
Le 19 mars 2017, Bernardi réalise ses débuts avec l'équipe de Saint-Marin, contre la Moldavie en match amical,.